# حكومة إسرائيل الثانية والعشرون
حكومة إسرائيل  الثانية والعشرون  تشكلت في عام 1986 مع دورة الكنيست الحادية عشر برئاسة اسحاق شامير .

## التشكيلة الحكومية
يتسحاق شامير – رئيس الحكومة
شمعون بيرس – القائم بأعمال رئيس الحكومة ووزير الخارجية
إسحاق نافون – نائب رئيس الحكومة ووزير المعارف والثقافة
دافيد ليفي – نائب رئيس الحكومة ووزير البناء والإسكان
شوشانا أربيلي ألموزلينو – وزيرة الصحة
موشيه أرنس – وزير دولة – قدم استقالته يوم 2/9/1987 ثم تم تنصيبه مجدداً وزيراً للدولة يوم 18/4/1988. 
حاييم بار ليف – وزير الشرطة
يغئال هوروفيتس – وزير دولة
زفولون هامر – وزير الشؤون الدينية 
عيزر فايتسمان – وزير دولة
غاد يعقوبي – وزير الاقتصاد والتخطيط واعتباراً من يوم 8/6/1987 وزير الاتصالات أيضا  
إسحاق موداعي – وزير دولة 
أرييه نحمكين – وزير الزراعة 
موشيه نيسيم – وزير المالية
يتسحاق بيرتس – وزير الداخلية- قدم استقالته يوم 4/1/1987 ثم أعيد ضمه إلى الحكومة وتنصيبه وزيراً يوم 24/5/1987. 
غدعون بات – وزير العلوم والتطوير
يعقوب تسور – وزير شؤون استيعاب القادمين الجدد
حاييم كورفو – وزير المواصلات
موشيه كتساف – وزير العمل والرفاه 
إسحاق رابين – وزير الدفاع
أمنون روبنشطاين – وزير الاتصالات ؛ قدم استقالته يوم 24/5/1987. 
موشيه شاحل – وزير الطاقة والبنى التحتية 
يوسف شابيرا – وزير دولة
أريئيل شارون – وزير الصناعة والتجارة
أبراهام شارير – وزير العدل والسياحة
مردخاي غور – وزير دولة ( تم ضمه إلى الحكومة يوم 18/4/1988).  